# PCHA 1919/20
Die Saison 1919/20 war die neunte reguläre Saison der Pacific Coast Hockey Association (PCHA). Meister wurden die Seattle Metropolitans.

## Modus
In der Regulären Saison absolvierten die drei Mannschaften jeweils 22 Spiele. Die beiden Erstplatzierten trafen anschließend in Hin- und Rückspiel um den Meistertitel aufeinander, wobei das bessere Torverhältnis aus beiden Spielen entscheidend war. Für einen Sieg erhielt jede Mannschaft zwei Punkte, bei einem Unentschieden einen Punkt und bei einer Niederlage null Punkte.

## Saisonverlauf
In einem engen Saisonverlauf lagen der Erstplatzierte und der Dritte nur vier Punkte auseinander. Den Titel der regulären Saison entschieden die Seattle Metropolitans mit einem 12:10-Sieg über die Vancouver Millionaires vor 7.000 Zuschauern für sich. In den Playoffs entschied sich Seattle dafür zunächst ein Heimspiel gegen Vancouver austragen zu dürfen, unterlag jedoch auf eigenem Eis mit 1:3. Im Rückspiel konnte sie allerdings vor 9.000 Zuschauern auswärts in Vancouver deutlich mit 6:0 gewinnen und sich auch den Playofftitel sichern.

## Tabelle Reguläre Saison
Abkürzungen: GP = Spiele, W = Siege, L = Niederlagen, T = Unentschieden, GF = Erzielte Tore, GA = Gegentore, Pts = Punkte
|                        | GP | W  | L  | T | GF | GA | Pts |
| ---------------------- | -- | -- | -- | - | -- | -- | --- |
| Seattle Metropolitans  | 22 | 12 | 10 | 0 | 59 | 55 | 24  |
| Vancouver Millionaires | 22 | 11 | 11 | 0 | 75 | 65 | 22  |
| Victoria Aristocrats   | 22 | 10 | 12 | 0 | 57 | 71 | 20  |

## Playoffs
- Seattle Metropolitans – Vancouver Millionaires 1:3/6:0

## Stanley Cup Challenge
Um den Stanley Cup traten die Seattle Metropolitans gegen die Ottawa Senators aus der National Hockey League an. Zwar konnten die Metropolitans nach zwei Niederlagen die Best-of-Five-Serie zunächst ausgleichen, jedoch gewann Ottawa das entscheidende fünfte Spiel deutlich mit 6:1, wobei Jack Darragh einen Hattrick für die Kanadier erzielte.